# Kukavica (Vlasotince)
Kukavica (Vlasotince) (em cirílico: Кукавица) é uma vila da Sérvia localizada no município de Vlasotince, pertencente ao distrito de Jablanica, na região de Vlasina. A sua população era de 460 habitantes segundo o censo de 2011.

## Demografia
| 1948 | 1953 | 1961 | 1971 | 1981 | 1991 | 2002 | 2011 |
| ---- | ---- | ---- | ---- | ---- | ---- | ---- | ---- |
| 526  | 536  | 534  | 525  | 534  | 539  | 535  | 460  |